# 非洲人民社会党
非洲人民社会党（英語：African People's Socialist Party，缩写为APSP）是美国的一个泛非主义政党，致力于为美國奴隸制度受害者争取赔偿。该党认同非洲国际主义和非洲社会主义。该党成立于1972年5月，由3个分别位于佛罗里达和肯塔基的黑人权力组织合并而成。奥马利·耶希特拉自1972年以来一直担任该党的主席:316。该党领导姐妹组织乌胡鲁运动，“乌胡鲁”在斯瓦希里语中的意思是“自由”
。
该党声明其目标是“保持黑人民权运动的活力，捍卫被反叛乱行动关押的无数非洲人，并与非洲和世界各地的非洲人建立关系”。根据历史学家哈维·克勒尔的说法，该党将其成员称为“真正的、纯粹的共产主义者”。